# استپ چویا
استپ چویا (به لاتین: Chuya Steppe) یک استپ و چمنزار در روسیه است که در جمهوری آلتای واقع شده‌است. استپ چویا --> متر بالاتر از سطح دریا واقع شده‌است.